# Benefiziat
|  | Dieser Artikel wurde aufgrund von akuten inhaltlichen oder formalen Mängeln auf der Qualitätssicherungsseite des Portals Christentum eingetragen. Bitte hilf mit, die Mängel dieses Artikels zu beseitigen, und beteilige dich bitte an der Diskussion. |

Benefiziat (auch lat. Benefizium) ist ein ehemaliger Amtstitel der römisch-katholischen Kirche für einen Kleriker, der seinen Unterhalt vom Ertrag einer Pfründe erhielt. Dabei handelt es sich bis heute um ein von der zuständigen kirchlichen Autorität vergebenes Rechtsinstitut auf Pfarreiebene, das aus Kirchenamt und nutzungsfähiger Vermögensmasse besteht.
Man kann dabei zwischen Stifts-, Schloss-, Schul-, Pfarr- sowie Kuratbenefiziaten unterscheiden. Der Inhaber des Titels hatte in der Regel ein vom Pfarrhof bzw. Pfarrhaus unabhängiges Wohnhaus, das so genannte Benefiziatenhaus.
Die Aufgaben heutiger Träger des Titels Benefiziat unterscheiden sich nicht mehr von denen eines Kaplans. So bezeichnet der Titel heute lediglich einen Kaplan, der nicht im Haushalt des Pfarrers wohnt, sondern einen eigenen Hausstand unterhält. Die Bezahlung erfolgt kaum noch über die ursprünglichen Benefizien: Um eine einheitliche Besoldung zu gewährleisten, wird gleichzeitig mit der Verleihung eines Benefiziums ein Verzicht auf die Erträge daraus im Ausgleich zu einer regulären Besoldung statt dieser Erträge angestrebt. Am Dom unterscheidet den Dombenefiziaten von den Domvikaren, dass er dem Domstift nicht angehört.